# یونوس چنگل
یونُس آ چِنگَل (در ترکی: Yunus A Çengel) یک مهندس مکانیک، پروفسور، مؤلف کتاب‌های آموزشی مهندسی است. او بیش از همه به خاطر متون آموزشی خود دربارهٔ ترمودینامیک و انتقال حرارت شناخته شده‌است: کتاب‌های او به فارسی و زبان‌های اصلی نیز ترجمه شده‌است. او دو بار برنده جایزه ASEE Meriam / Wiley Distinguished Author Award برای متون آموزشی خود شده‌است.
او از ۲۰۱۰ رئیس دانشکده مهندسی مکانیک دانشگاه یلدیز بوده و او همچنین استاد بازنشسته در دانشگاه نوادا-رینو است. وی علاوه بر این مشاور وزیر انرژی و منابع طبیعی ترکیه است.
پیش‌نام او همان نام پیغمبر یونس و نام فامیلی او "çengel" وام‌واژه ای از فارسی "چَنگال" (چنگ، قلاب) است که به ترکی عثمانی رفته و "چِنگِل" خوانده می‌شود، که برخی به نادرستی حرف چ ç ترکی را س و گ g را ج می‌گویند و به طور من‌دراوردی سنجل می‌گویند.
وب‌سایت او http://www.yunuscengel.com/en/ می‌باشد.